# 야드바솀

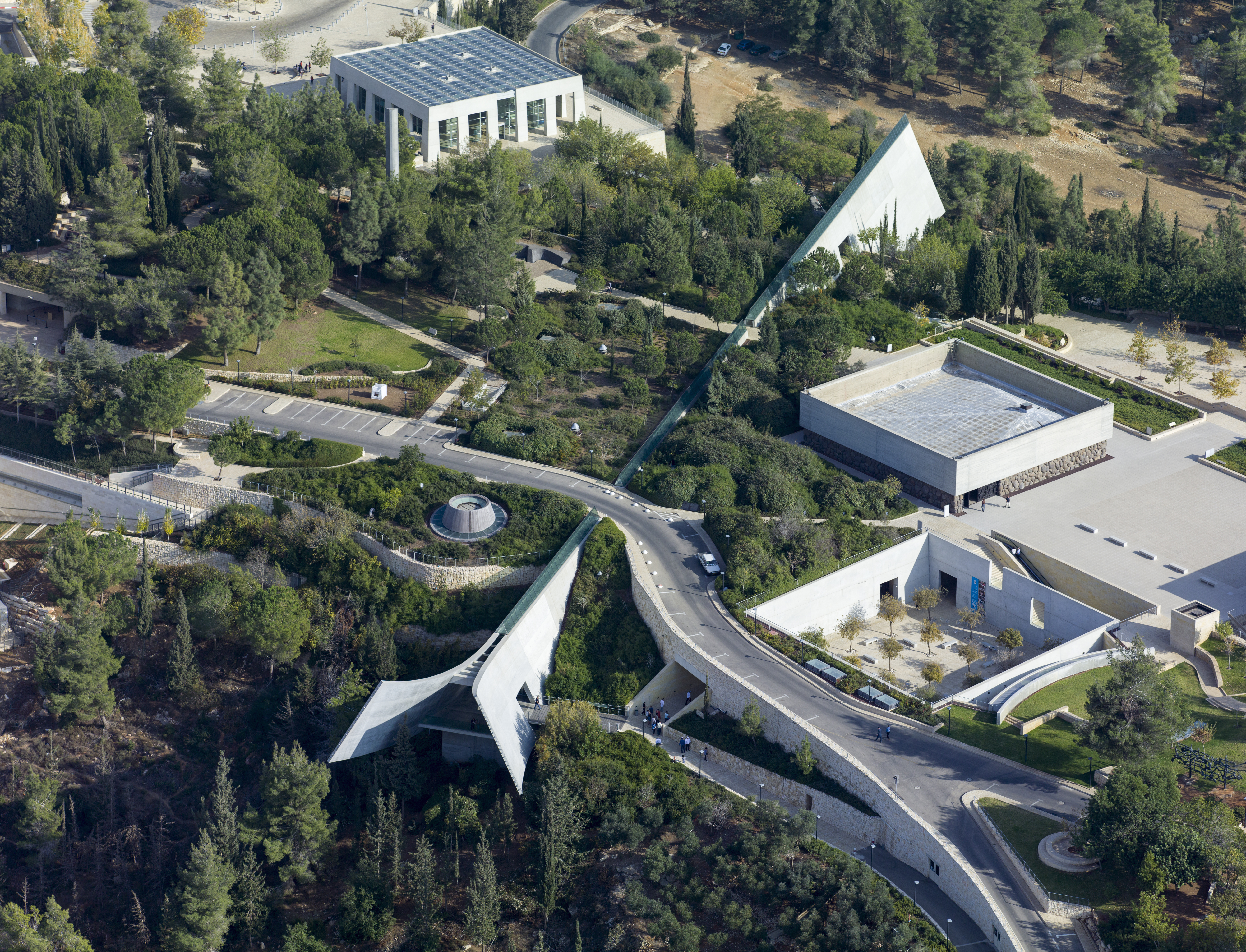
야드바셈의 공중 사진

야드바솀(יד ושם)은 나치 독일에 의한 유대인 대학살(홀로코스트)의 희생자들을 추모하기 위한 이스라엘의 국립 기념관이다. 이스라엘 예루살렘 헤르츨 언덕에 있다.
나치에 의해 학살된 600만 명의 유태인을 추모하기 위해 설립한 이스라엘의 공식 추모 기념관이다. 1953년 설립된 야드바솀은 해발 804m헤르츨언덕 서쪽 경사로 예루살렘 숲 인근에 위치하고있다. 기념관의 면적은 약 180두남(이스라엘 토지단위)이며 홀로코스트 역사 박물관등이 위치하고 있다. 또한 이곳에는 어린이 기념관, 추모의방, 홀로코스트 시기의 예술 및 조각 박물관, 공동체 희생비 등과 같은 야외 추모공간이 있으며 또한 유대교 회당, 기록물 보관소를 갖춘 연구소, 도서관, 출판사 그리고 홀로코스트 연구를 위한 국제학교도 위치하고 있다.
야드바솀 설립자의 설립 취지는 홀로코스트 기간 동안 아무런 금전적, 종교적 목적없이 위험을 무릅쓰고 유대인을 구해주었던 사람들을 기억하는 것이었다. 이 사람들은 이스라엘사람들에게 ‘열방의 의인’으로 불리며 야드바솀에는 ‘열방의 의인을 위한 정원’ 이 있어 그들의 의로운 행위를 기리고 있다. 야드바솀은 통곡의 벽 다음으로 관광객들이 가장 많이 찾는 명소이다. 입장료는 무료이며 년간 약 백만명으로 추산되는 관광객들이 찾아온다.

## 목적
야드바솀의 목적은 교육, 연구, 기록의 문서화 그리고 지난날에 대한 추모를 하는 것이다. 야드바솀은 이스라엘 뿐 아니라 전세계 교육 관계자들을 위한 전문 프로그램을 제공하고 있다. 또한 홀로코스트에 대해 교육할 수 있도록 각 연령에 적합한 프로그램, 커리큘럼, 교육 교재 등을 계발하고, 홀로코스트 관련 전시 개최, 홀로코스트 희생자들의 이름 수집, 사진, 문서, 유물 등의 수집 및 홀로코스트 희생자들의 기억인 ‘증언의 페이지’를 수집한다.

## 기억의 전당
기억의 전당은 홀로코스트에서 희생된 6백만명의 유대인들을 기리는 곳이다. 주요 공간은 두개의 원뿔로 구성되어있다. 그 중 하나는 약 10m 크기로서 마치 바닥 기저면의 바위에서 발굴된 것과 같은 모습이며 그 중 밑부분은 물로 채워져있다. 원뿔의 상단부에는 600점에 달하는 홀로코스트 희생자들의 사진과 증언의 페이지 일부분이 전시되어 있다. 또한 이들은 원뿔의 하단부의 물에 비치며 이름도 알려지지 않은 채 희생된 이들의 넋을 기리고 있다. 전당 중단부분의 플랫폼을 원형으로 아우르며 약220만점의 증언의 페이지가 전시되어 있으며 빈 공간 같은 경우 아직 그 문서가 제출되지 않아 비워둔 것이다. 야드바솀은 1950년대 이후부터약 11만점에 달하는 시청각 및 문서 형식의 홀로코스트 생존자 증언자료를 수집해 왔다. 이들의 나이를 고려하여 생존자의 자택에 방문하여 증언을 녹음하는 프로그램도 제공되고 있다. 기억의 전당에는 방문객들이 희생자들의 이름을 검색할 수 있는 공간 또한 마련되어 있다.

## 사진

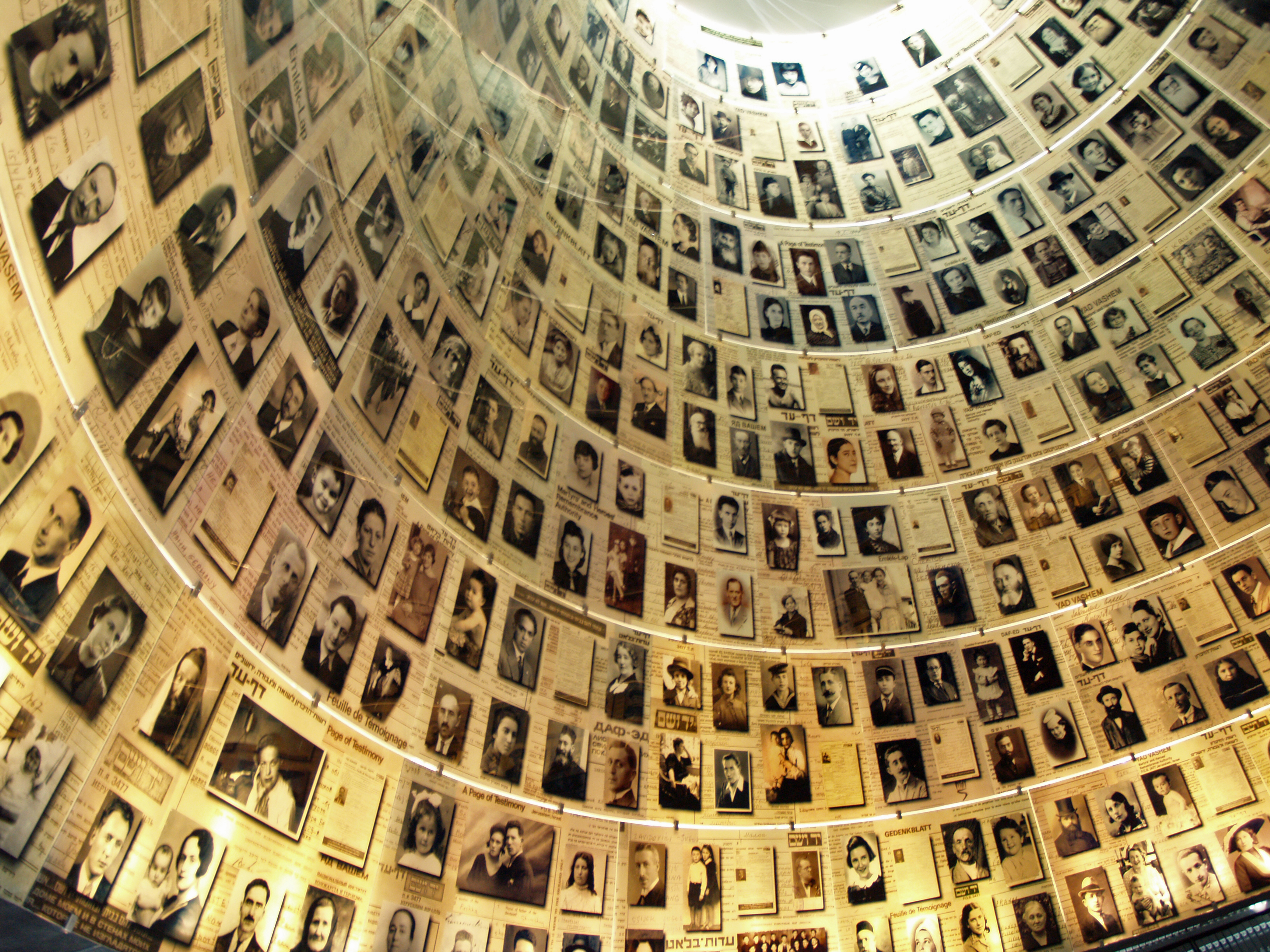
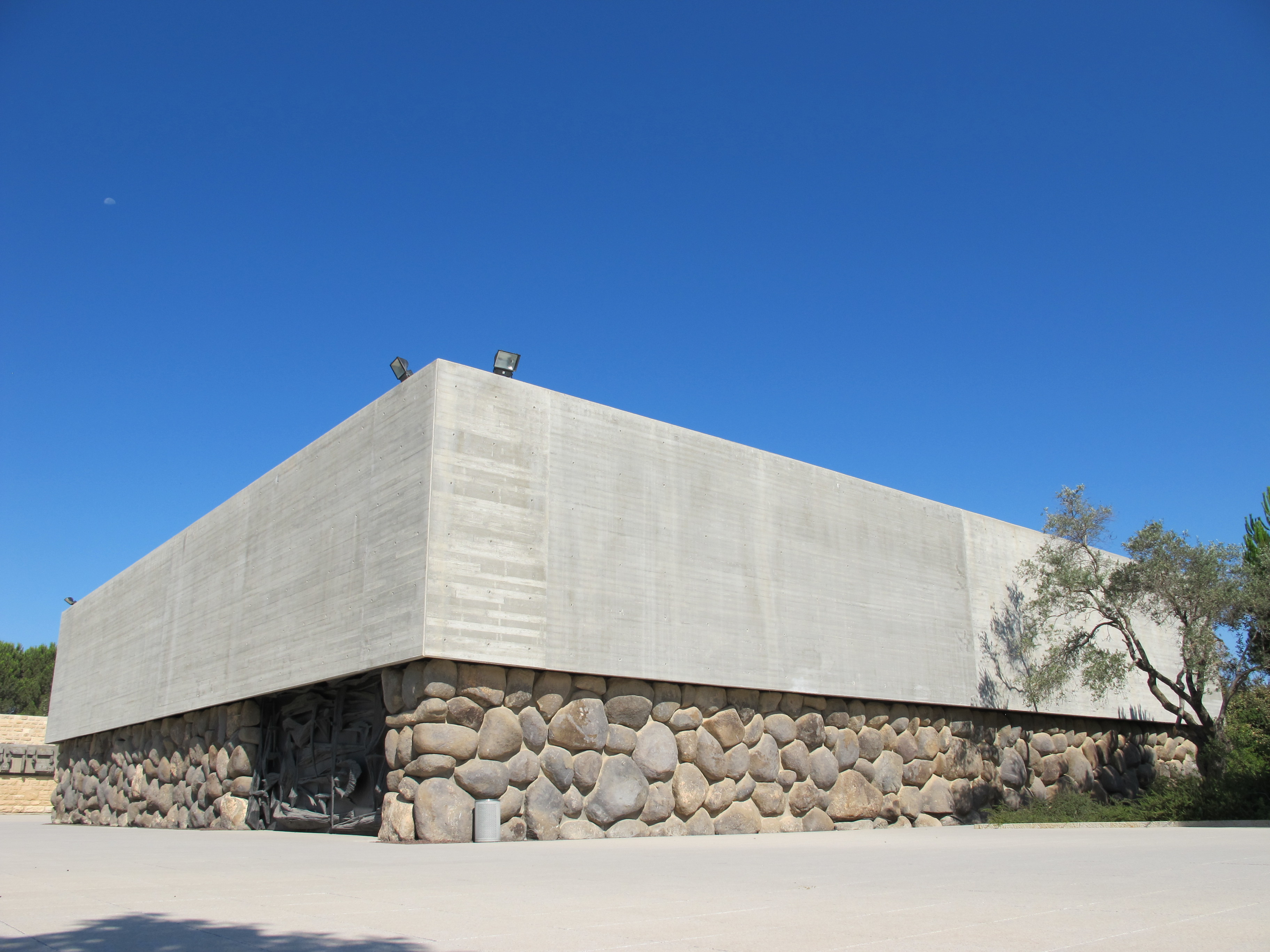
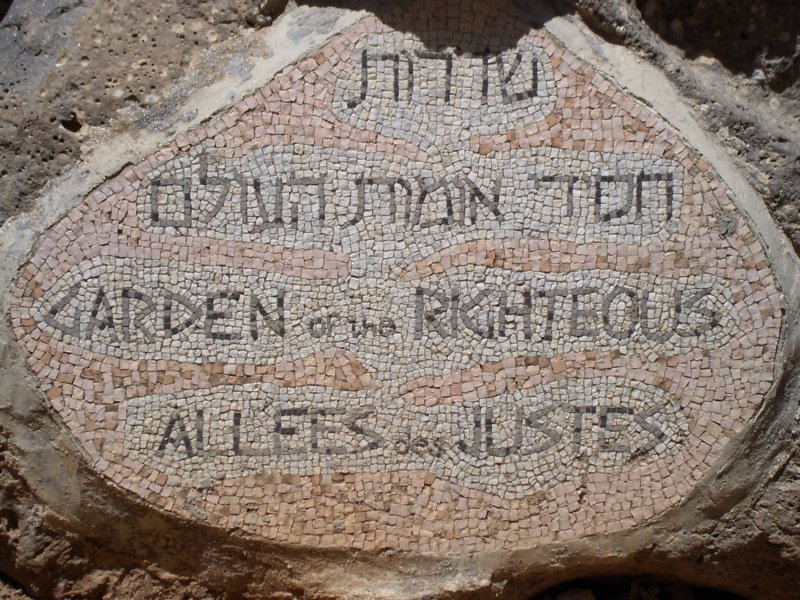
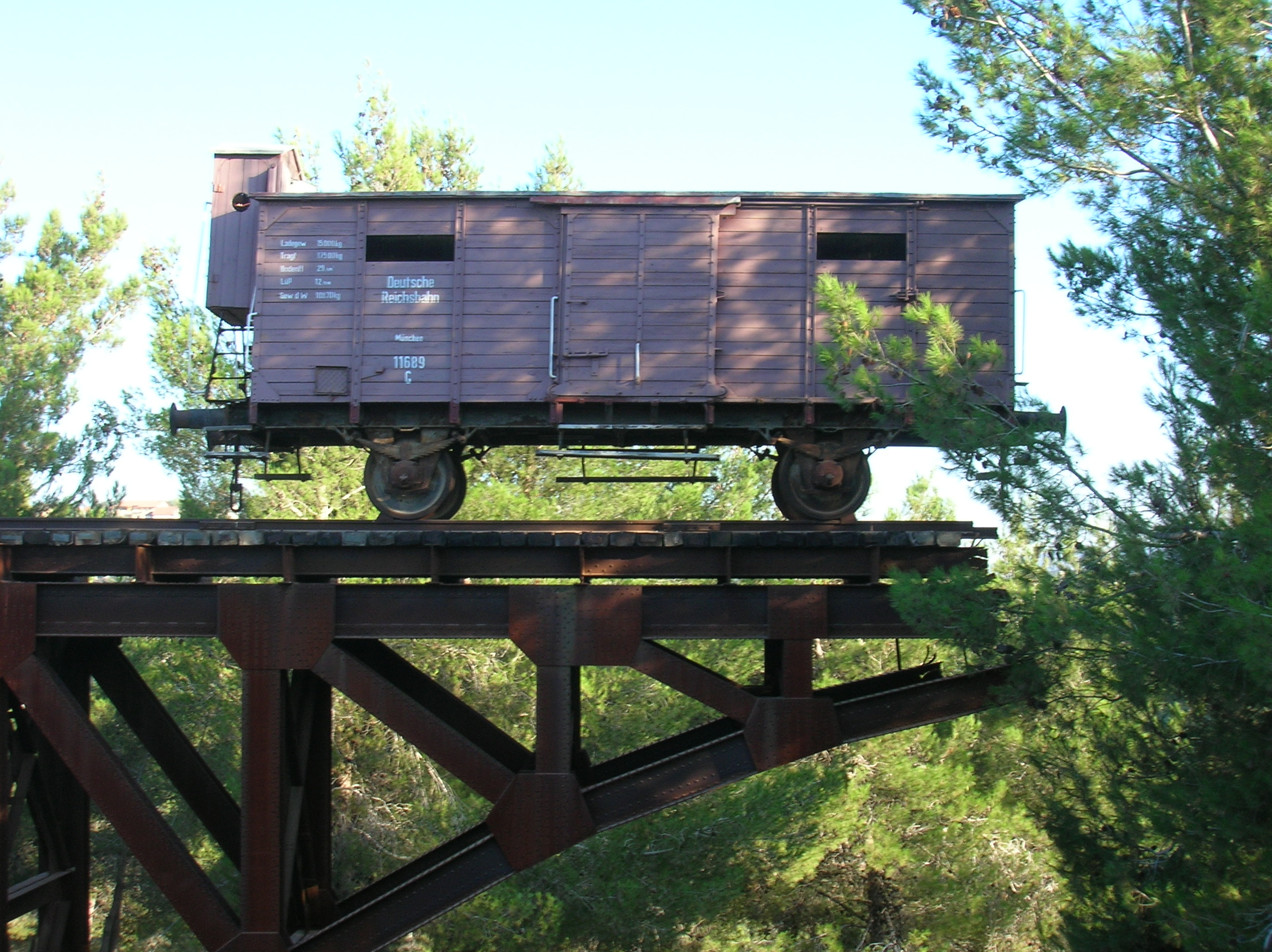
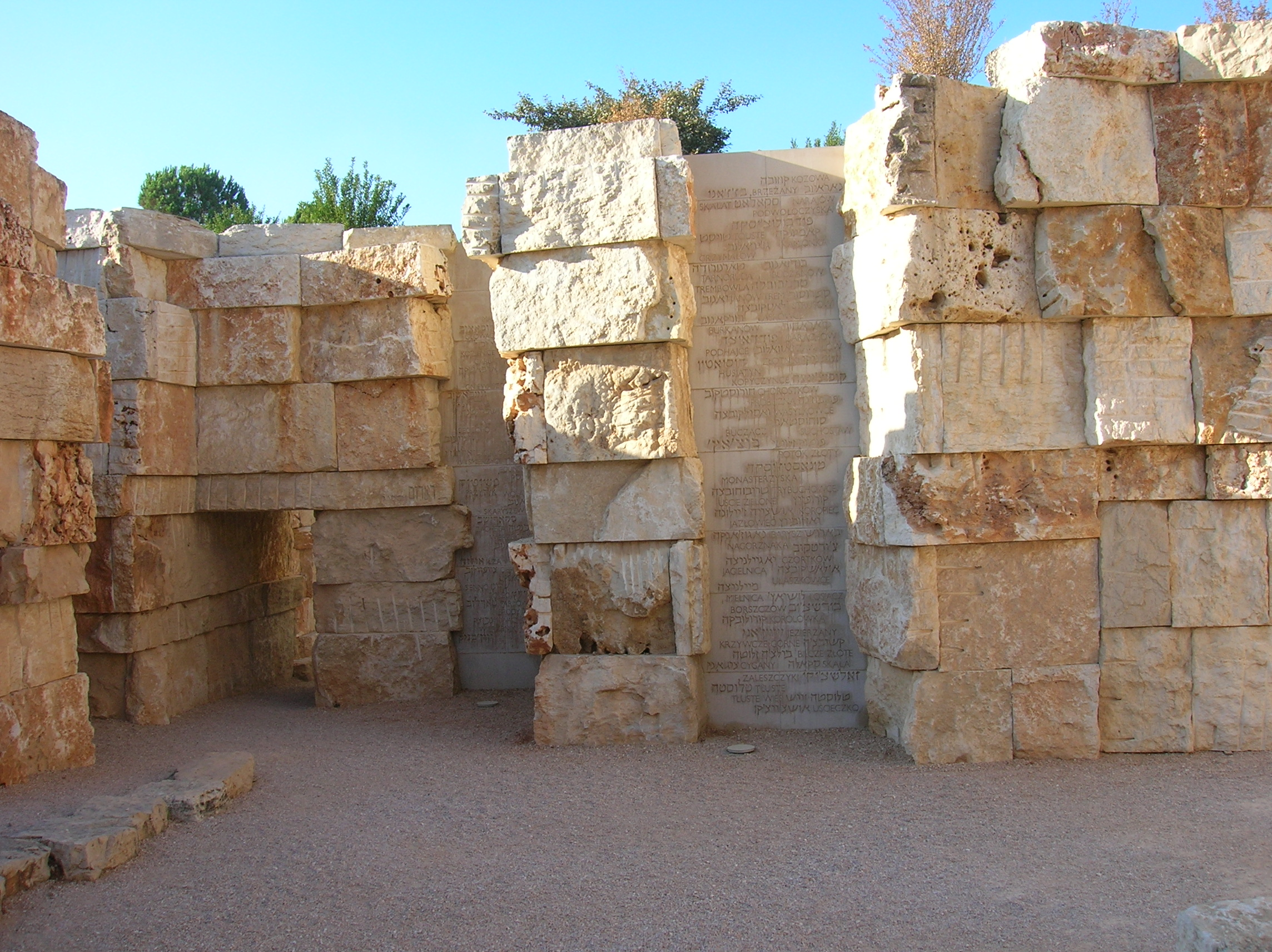
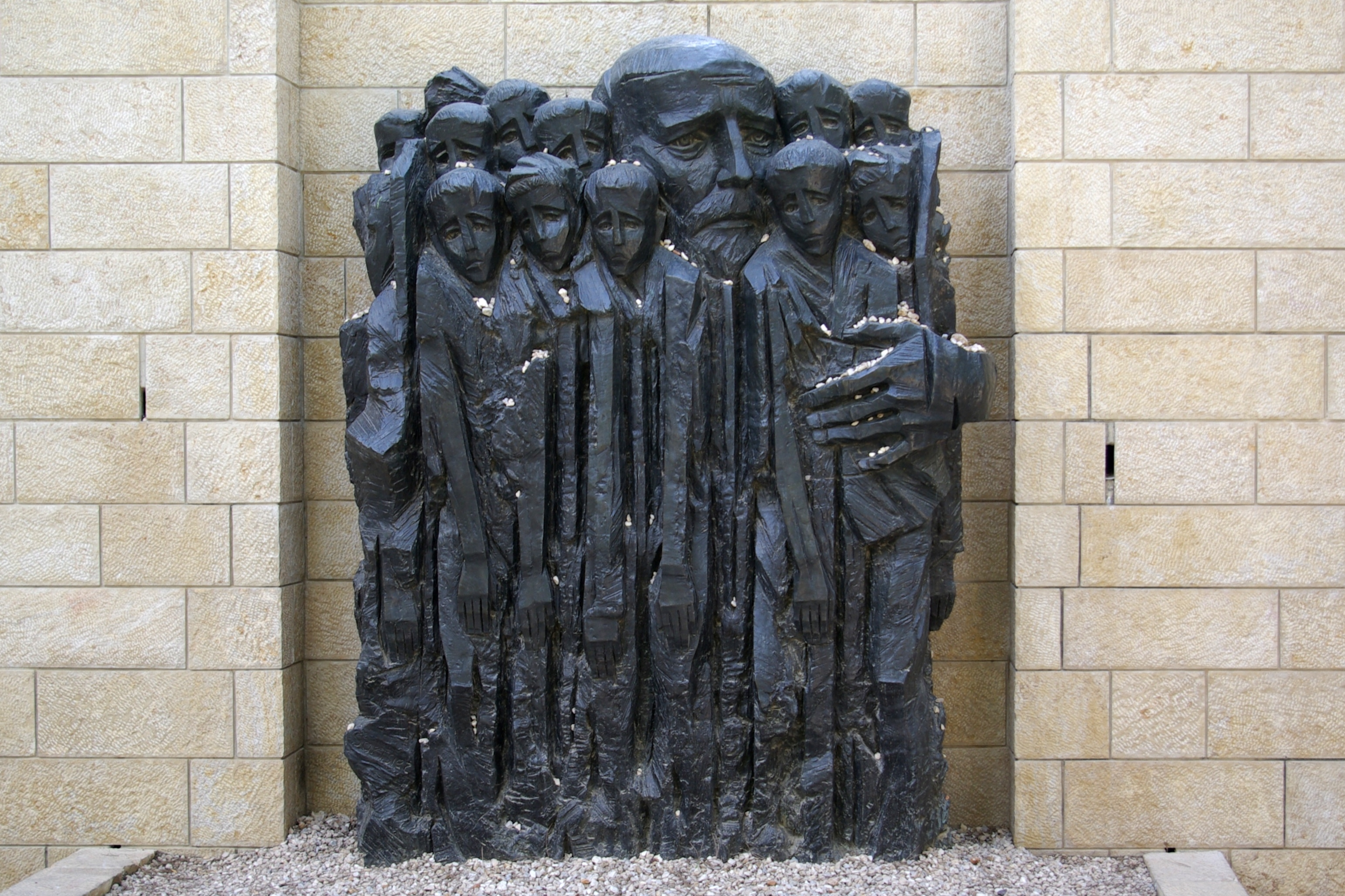
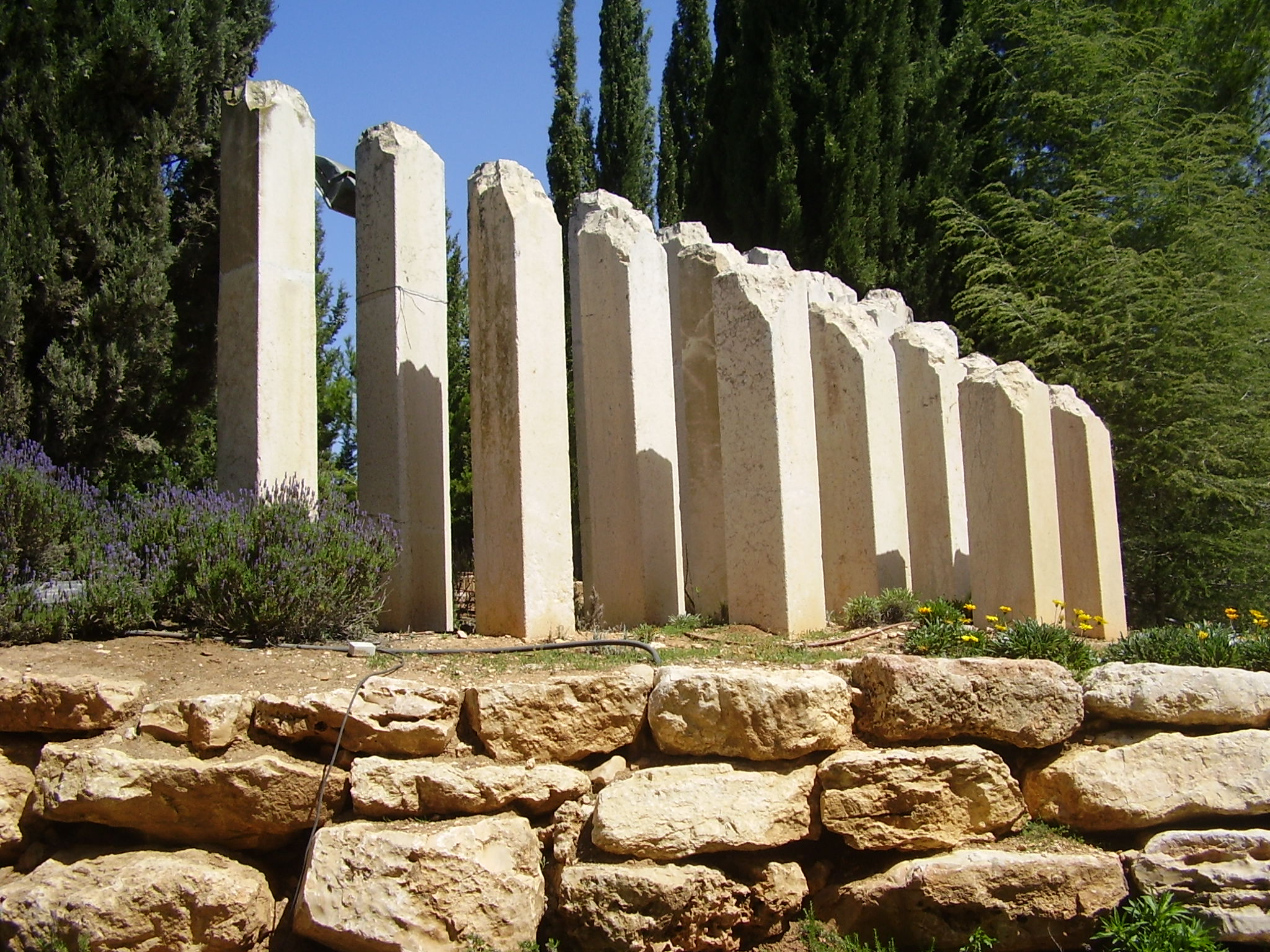
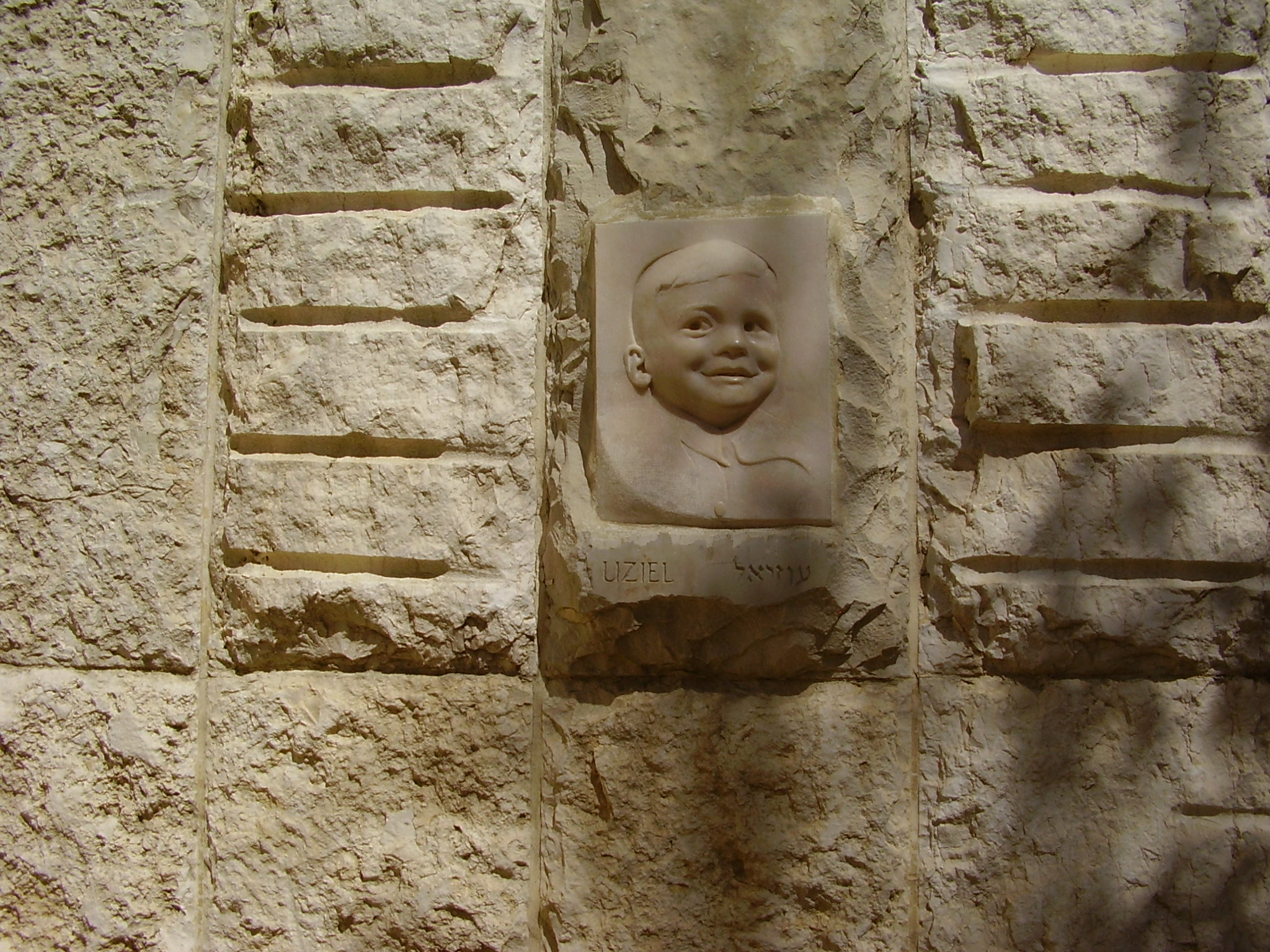

## 같이 보기
- 국제 홀로코스트 희생자 추모의 날
- 욤 하쇼아
- 치체르나카베르드